# João Batista Mottini
João Batista Mottini, historietista brasileño, radicado también en Argentina (1923, Livramento, Rio Grande do Sul -1990).

## Biografía
Desde 1946, vive en Buenos Aires, donde trabaja para revistas como Patoruzito. Con la crisis de la industria en Argentina, se vuelva en el mercado británico y en su país natal.

## Estilo
Al abordar el estudio de los diferentes tipos de líneas empleadas en el dibujo de historietas, Enrique Lipszyc calificaba su línea a pincel de 

"amplia y hasta temeraria, pero llena de nerviosa fuerza. El trazo "quebrado" ofrece al dibujo un notable dinamismo".